# 박상하
박상하(1986년 4월 4일 ~ )는 대한민국의  배구 선수로, 대전 삼성화재 블루팡스의 센터였다.

## 선수 경력
2008년부터 2017년 4월까지 서울 우리카드 위비의 선수였다.
2016-2017시즌이 끝나고 FA자격을 취득한 박상하는 원소속팀 서울 우리카드 위비와 협상이 결렬되면서 FA시장에 나왔다.
FA시장에 나온 박상하는 대전 삼성화재 블루팡스와 4억 2천만원에 계약하였다. 보상선수로는 유광우가 지명되었다.
이적 후 첫 해인 2017-18시즌에 팀이 2년만에 정규시즌 2위를 차지하는데 큰 활약을 하였다.
그런데 학교폭력 사태로 누명을 벗게 된 박상하는 2021년 6월 1일부로 천안 현대캐피탈 스카이워커스로 복귀해 이적하게 되었다.

## 출신 학교
- 남천초등학교
- 제천중학교
- 제천산업고등학교
- 경희대학교

## 수상
- 2014 인천 아시안게임 배구 남자 동메달

## 경력
- 2008년 배구월드리그 국가대표
- 2008~2012 서울 우리캐피탈 드림식스
- 2012~2013 아산 러시앤캐시 드림식스
- 2013~2015 신협상무 배구단
- 2014 인천 아시안게임 대한민국 남자 배구 국가대표
- 2015~2017.04 서울 우리카드 위비
- 2016 월드리그 국제남자배구대회 대한민국 국가대표
- 2017. 05~ 2021. 05.31대전 삼성화재 블루팡스
- 2017 월드리그 국제남자배구대회 대한민국 국가대표
- 2021. 06~ 천안 현대캐피탈 스카이워커스